# Drummers Collective
Das Drummers Collective ist eine Schule für Jazz in New York City.
Die Schule wurde 1977 von einer Gruppe New Yorker Schlagzeuger gegründet. Mittlerweile wird auch Unterricht für Bass (seit 1996), Gitarre, Keyboard (seit 2000) und Gesang (seit 2012) angeboten.
Das Drummers Collective rühmt sich, dass seine Absolventen fünf Grammys gewonnen und 50 Millionen Schallplatten verkauft haben.